# خوان خوسيه مارتي
خوان خوسيه مارتي (بالإسبانية: Juan Martí)‏ هو كاتب إسباني، ولد في 1570 في أوريويلا في إسبانيا، وتوفي في 22 ديسمبر 1604.